# Hugh Lawson
Hugh Lawson (rodným jménem Richard Hugh Jerome Lawson; 12. března 1935, Detroit, Michigan, USA – 11. března 1997 White Plains, New York) byl americký jazzový klavírista. 
Na konce padesátých let začal hrát s Yusefem Lateefem; jejich spolupráce vydržela více než deset let. V roce 1972 vystupoval s kapelou The Piano Choir, ve které hrálo sedm klavíristů. Během své kariéry vydal i několik alb jako leader a spolupracoval s dalšími hudebníky, mezi které patří Eddie „Lockjaw“ Davis, Dannie Richmond, Kenny Burrell, Harry „Sweets“ Edison nebo Doug Watkins. Zemřel na rakovinu tlustého střeva ve svých jednašedesáti letech.